# Haruka und der Zauberspiegel
Haruka und der Zauberspiegel (jap.: ホッタラケの島 〜遥と魔法の鏡〜, Hottarake no shima – Haruka to maho no kagami) ist ein Anime-Film von Shinsuke Sato aus dem Jahr 2009, der in 3D-Computeranimation entstand. Seine Premiere hatte der Film am 22. August 2009 in Japan. In Deutschland erschien er 2011.

## Handlung
Das Mädchen Haruka hat bereits in jungen Jahren ihre Mutter verloren. So bittet sie am Inari-Schrein doch wenigstens ihren Spiegel wieder auftauchen zu lassen, den sie damals verloren hatte. Ihr fällt dabei ein seltsames kleines Wesen auf und kurzerhand wird sie in eine Zauberwelt gesogen. Die Welt besteht aus riesigen Mengen zurückgelassener Gegenstände der Menschen. Doch in dieser für Menschen verbotenen Welt fällt Haruka auf, und sie wird von dem machtbesessenen Baron gejagt, der sie als Dienerin halten will. Haruka kann zwar im unterirdischen Reich der Puppengeister den Spiegel erreichen, dieser wird ihr jedoch bald vom Baron abgenommen, der den Spiegel in seine Konstruktion einbaut, um seine Macht zu vervollkommnen. Doch ihr Freund Teo kann mit seinem selbstgebastelten Flugzeug zu Hilfe eilen und Haruka befreien während das riesige Luftschiff des Barons zu Trümmer zerfällt. Haruka kann nun wieder in die Welt der Menschen reisen und trifft sich wieder mit ihrem Vater.

## Produktion und Veröffentlichung
Der Film entstand unter der Regie von Shinsuke Sato, der zusammen mit Hirotaka Adachi auch das Drehbuch schrieb. Die Musik komponierte Tadashi Ueda und das Charakterdesign entwarfen Ren Ishimori und Ryō Hirata. Die künstlerische Leitung lag bei Masanobu Nomura. Der Anime entstand beim Studio Production I.G.
Die Kinopremiere in Japan fand am 22. August 2009 statt. Es folgten Vorführungen bei Festivals in Italien, Taiwan und Litauen im Laufe des Jahres 2010. In Deutschland erschien der Film am 28. Oktober 2011 auf DVD bei WVG Medien.

## Synchronisation
Für die Synchronisation war die Think Global Media GmbH in Berlin verantwortlich. Das Dialogbuch hat Werner Böhnke verfasst.
| Rolle              | Japanischer Sprecher | Deutscher Sprecher   |
| ------------------ | -------------------- | -------------------- |
| Haruka             | Haruka Ayase         | Julia Stoepel        |
| Baron              | Iemasa Kayumi        | Eberhard Prüter      |
| Decargot           | Hidenari Ugaki       | Werner Böhnke        |
| Harukas Mutter     | Naho Toda            | Nadine Heidenreich   |
| Harukas Vater      | Nao Oomori           | Sven Gerhardt        |
| Mabarowa           | Masaaki Okabe        | Peter Groeger        |
| Miho               | Mitsuki Tanimura     | Giovanna Winterfeldt |
| Puppeteers Ehefrau | Yoshiku Takemura     | Ilka Teichmüller     |
| Soldat             | Hiroshi Iwasaki      | Dirk Müller          |
| Teo                | Miyuki Sawashiro     | Diana Borgwardt      |